# Teatro Carcano
Pour les articles homonymes, voir Carcano.
Le Teatro Carcano de Milan (en français Théâtre Carcano, ou Le Carcano) est un opéra inauguré le 3 septembre 1803 et situé sur le corso Porta Romana.

## Histoire
En 1801 la Società teatrale della Casa Carcano décidait de construire un nouveau théâtre. Comme cela se pratiquait à l'époque, on choisit d'installer le nouveau lieu de culture à l'emplacement d'une ancienne institution ecclésiastique tombée en désuétude, en l'occurrence le couvent San Lazzaro, qui avait été acheté par Giuseppe Carcano. Les plans du théâtre, confié au jeune architecte Luigi Canonica, s'inspirent de La Scala de Milan et du Teatro della Cannobiana.
L'inauguration du théâtre eut lieu le 3 septembre 1803 avec une représentation de Zaira, mise en musique par Vincenzo Federici (it) et du bal Alfredo il grande de Paolo Franchi. Les autres grands moments de la musique liés à ce haut-lieu furent, par exemple, la proclamation de Niccolò Paganini comme « plus grand violoniste du monde » le 15 octobre 1813, les apparitions des divas Giuditta Pasta dans les premières de Anna Bolena et de La sonnambula en 1831 et Maria Malibran dans Norma et La sonnambula de Vincenzo Bellini. Les opéras de Bellini y furent joués maintes fois.
Le théâtre connut une phase de déclin au cours du XXe siècle malgré une restauration en profondeur entreprise par l'architecte Nazzareno Moretti, qui en modifia à la fois la salle et la façade. Ce n'est que récemment qu'il a recouvré sa place sur la scène culturelle milanaise. Sous la conduite de son ancien directeur artistique Giulio Bosetti (de 1997 à la disparition de celui-ci en 2009) il accueillit essentiellement des représentations théâtrales plutôt que lyriques. Dès février 2010 la direction artistique fut confiée à Marina Bonfigli, et le théâtre fut entièrement restauré en été de la même année.

## Caractéristiques
Le Carcano est constitué de quatre niveaux. La décoration d'origine était constituée de nombreuses moulures et dorures, avec un médaillon central, l'ensemble étant richement recouvert d'ornementations de style néoclassique.
La capacité du théâtre Carcano s'élève à 1 200-1 500 places. Les travaux entrepris en 2010 ont apporté un accès pratique pour les personnes à mobilité réduite.

## Sources